# الحب فوق هضبة الهرم (رواية)
الحب فوق هضبة الهرم هي مجموعة قصصية من تأليف الأديب المصري الحاصل على جائزة نوبل في الأدب نجيب محفوظ صدرت لأوّل مرة في عام 1979، وتحولت إحدى قصصها إلى فيلم سينمائيّ من إخراج المخرج المصري عاطف الطيب عُرض في عام 1986 بعنوان الحب فوق هضبة الهرم وقام ببطولته الممثل الراحل أحمد زكي.

## عن الكتاب
يتألف الكتاب من مجموعة قصصية تضمّ ثمانية قصص قصيرة اقتُبس عن 6 قصص منها أعمالًا فنية قُدّمت للتليفزيون والسينما، وتحمل القصص القصيرة التي يحتويها الكتاب عناوينًا مثل:
- نور القمر
- أهل القمة
- السماء السابعة
- سمارة الأمير
- الراجل والآخر
- صاحب الصورة
- الحب فوق هضبة الهرم[6]
- الحوادث المثيرة

## الأعمال المُقتبسة عن قصص المجموعة
| اسم القصة           | اسم العمل الفني المُقتبس عنها | نوع العمل | سنة الإصدار | مخرج العمل    |
| ------------------- | ---------------------------- | --------- | ----------- | ------------- |
| نور القمر           | نور القمر                    | مسلسل     | 2002        | سامي محمد علي |
| أهل القمة           | أهل القمة                    | فيلم      | 1981        | علي بدرخان    |
| سمارة الأمير        | سمارة الأمير                 | فيلم      | 1992        | أحمد يحيى     |
| صاحب الصورة         | صاحب الصورة                  | فيلم      | 1987        | إبراهيم الصحن |
| الحوادث المثيرة     |                              | مسلسل     |             |               |
| الحب فوق هضبة الهرم | الحب فوق هضبة الهرم          | فيلم      | 1986        | عاطف الطيب    |

## روابط خارجية
- صفحة الكتاب على موقع جود ريدز
- صفحة الكتاب على موقع أبجد